# Сальто (департамент)
Сальто (ісп. Salto) — один із департаментів Уругваю, знаходиться в північно-західній частині країни. На півночі межує з департаментом Артигас, на сході з Риверою і Такуарембо, на півдні з Пайсанду, а на заході з аргентинською провінцією Ентре-Ріос. Площа департаменту становить 14163 км². Станом на 2004 рік, тут мешкало 123120 осіб. Столиця департаменту — місто Сальто.

## Історія
Перше поселення на території департаменту Сальто було засноване 8 листопада 1756 року, а вже 8 червня 1863 року йому було надано статус міста. Департамент було створено 17 червня 1837 року на територіях, які раніше входили до складу департаменту Пайсанду.

## Географія
Департамент Сальто славиться своїми природними багатствами, є одним з найпродуктивніших та найстабільніших регіонів Уругваю. Гідроелектростанція, що знаходиться на греблі Сальто-Ґранде, обслуговує майже весь Уругвай та багато населених пунктів аргентинської провінції Ентре-Ріос. Тут є джерела термальної води, велика кількість напівкоштовного каміння, регіон славиться розвиненим сільським господарством.

### Клімат
Теплий й вологий. На рік випадає 1100 мм опадів, що іноді спричиняє підйом рівня води в річках Арапей, Дайман та Уругвай.

### Флора і фауна
В Сальто поширені такі дерева як евкаліпт, сейба, дуб, лимон, апельсин, груша, гуава та лавр. Найпоширенішими тваринами є нанду, сіра лисиця, пума, капібара та броненосець.

## Економіка
В основному базується на тваринництві (розведення великої рогатої худоби, вівчарство). В департаменті вирощують цитрусові, полуницю, помідори, крес-салат, кавуни, чорницю, пшеницю, квасолю, кукурудзу, злаки й цукрову тростину. Ведеться видобування таких коштовних каменів як агат і аметист. Що стосується промисловості, в регіоні найпоширенішими є харчова та будівельна промисловості.

## Головні міста

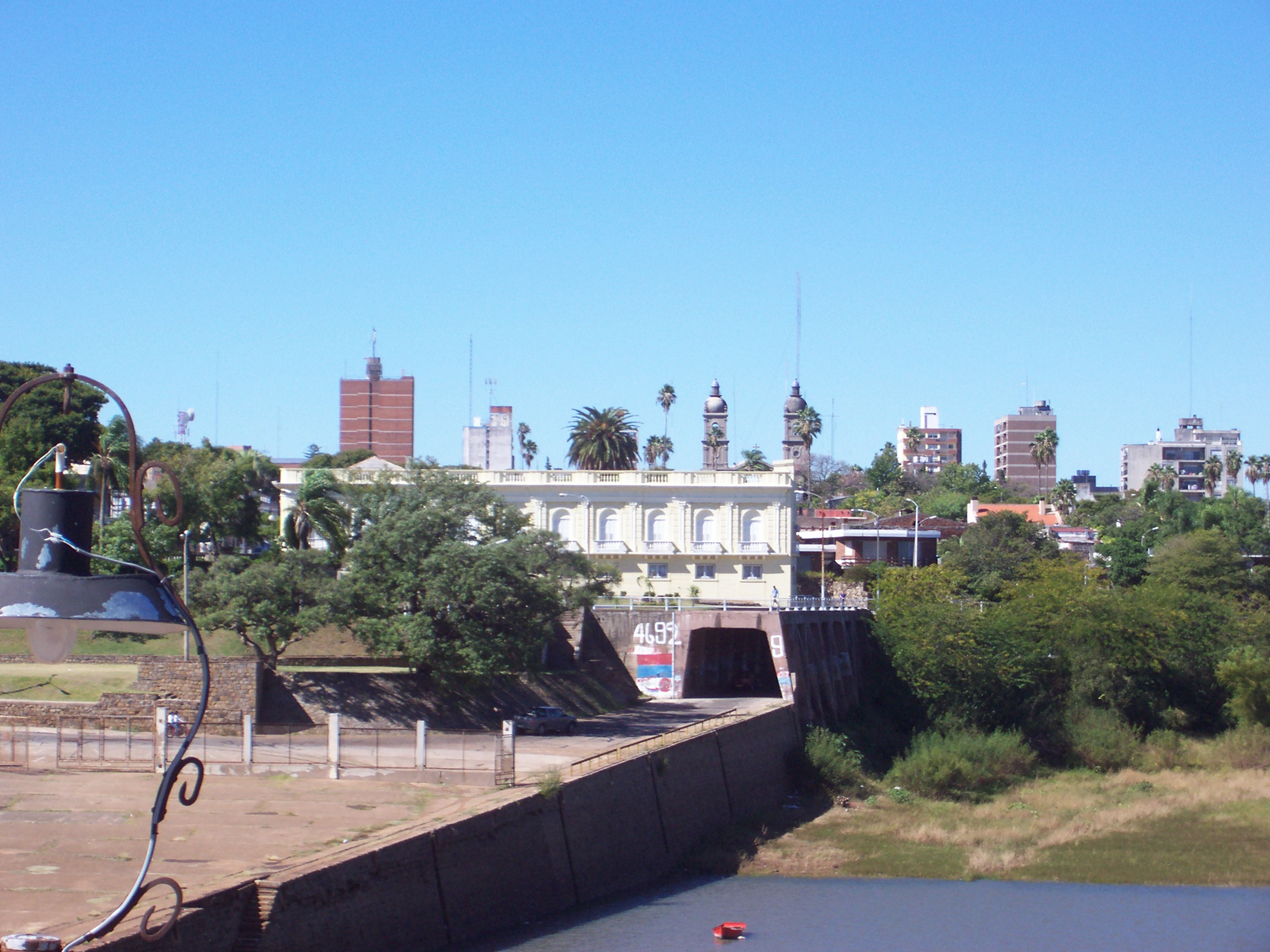
Місто Сальто, вигляд з порту

Населені пункти департаменту Сальто з населенням понад 1000 осіб (станом на 2004 рік):
| Місто/Село       | Населення |
| ---------------- | --------- |
| Белен            | 2030      |
| Конститусьйон    | 2844      |
| Пуебло-Лавальєха | 1049      |
| Сальто           | 100572    |